# Euphyia illineata
Euphyia illineata là một loài bướm đêm trong họ Geometridae.